# Southeastern Louisiana University

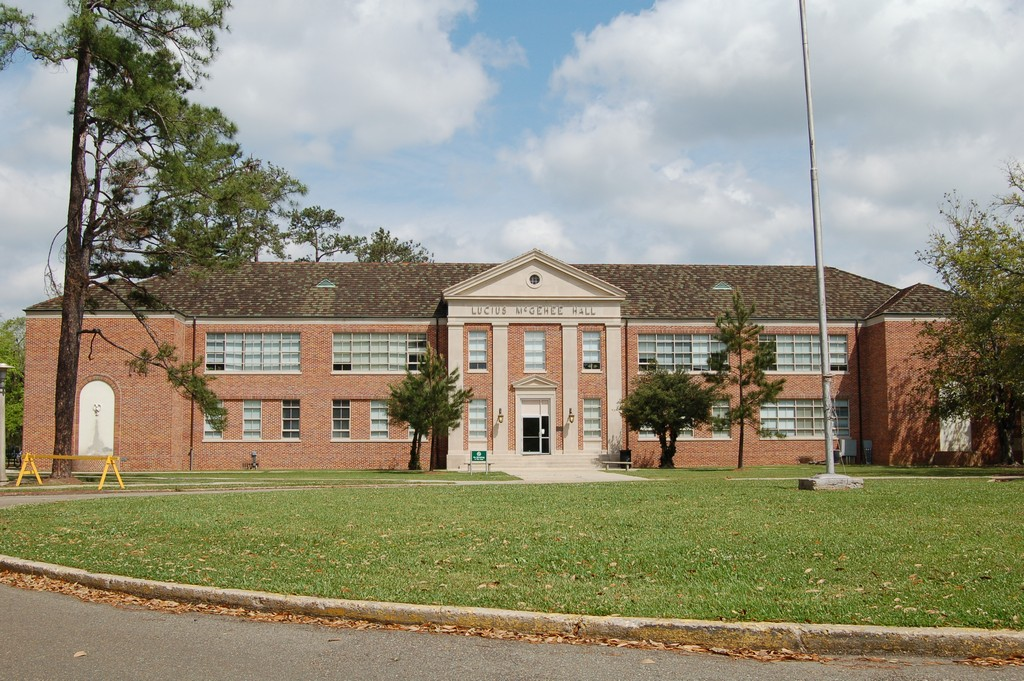
Die McGehee Hall der Southeastern Louisiana Universität

Die Southeastern Louisiana University ist eine staatliche Universität in Hammond im US-Bundesstaat Louisiana. Sie wurde 1925 gegründet und ist heute Teil des University of Louisiana System. Derzeit sind 17.000 Studenten eingeschrieben.

## Hochschulsport
Die Sportteams der Southeastern Louisiana University sind die Lions. Die Hochschule ist Mitglied in der Southland Conference.

## Persönlichkeiten
- Robert Alford, American-Football-Spieler
- Barbara Forrest, Dozentin für Philosophie und Kritikerin der Intelligent-Design-Bewegung.